# Szentimentalizmus
A szentimentalizmus egy művészeti irányzat volt, amely a 17–18. századi felvilágosodás révén jelent meg az irodalomban. A szentimentalizmus jellemzően a líra műnemére volt erőteljes hatással, hiszen az érzelmeket – ahogy az irányzat elnevezése mutatja (latinul: sensus, azaz érzés, érzelem) – ez tudta a legjobban kifejezni. Ugyanakkor mind a világirodalomban, mind a magyar irodalomban az epikában jelentek meg a legjelentősebb, legnagyobb hatást kiváltó művek (Goethe: Az ifjú Werther szenvedései, Rousseau: Az új Héloïse).
A magyar irodalomban a 18. század végén jelent meg. Olyan neves költőink alkottak ebben a stílusirányzatban, mint Csokonai Vitéz Mihály, Berzsenyi Dániel vagy éppen az akkori irodalom vezéregyénisége, Kazinczy Ferenc.

## Az érzékenység kultusza
A klasszicizmus mellett, amely főleg a racionalizmus alapjain bontakozott ki, a 18. században kialakult egy másik, a klasszicizmustól távolodó, a romantika felé közeledő irányzat, a szentimentalizmus, mely az irodalmon kívül más művészeti ágakban nemigen jelentkezett.
Külön helyet érdemel a magyar szentimentalista irodalomban Kármán József Fanni hagyományai című napló- és levélregénye, amely formai tekintetben is követi a fent említett két regényt.
Ezt a szakirodalomban általánosan elfogadott elnevezést többen vitatják, helyette az érzékenység kultusza megnevezést ajánlják.
A szentimentalizmus az egyoldalú és túlzott racionalizmus helyett az empirizmusra épült, és főleg az érzelmeket, a tapasztalatok által kiváltott lelki folyamatokat vizsgálja, elemzi, és állítja az irodalmi alkotások középpontjába. Ennek az irányzatnak a forrása az ész mindenhatóságába vetett hit megrendülése volt. Egy bizonyos válsághangulat tükröződik benne, mely a társadalmi rend kialakult szokásai, intézményei, emberi kapcsolatrendszere, és a velük szemben tehetetlen egyén összeütközéséből fakadt.
Az érzelmek szabadságát hirdeti, tiltakozik az embereket elválasztó érdekházasság erkölcstelensége ellen, hangot ad a személyes vonzalmon alapuló szerelem jogosságának.
A szentimentalizmus irodalmának tipikus szereplői azok a szenvedélyes emberek, akik különböző okok, gyakran társadalmi-vagyoni különbségek miatt nem lehetnek egymáséi, nem élhetnek boldog házasságban. Ezek a hősök és hősnők, bár érzelmeikben rendkívül gazdagok, valójában cselekvésképtelenek, csak szenvedni, gyötrődni, lemondani tudnak. Nem képesek harcolni a boldogságukat lehetetlenné tevő akadályok ellen, ezért sorsuk a lassú rejtett sorvadás, majd a halál. A külvilág minden ütésére, minden megpróbáltatására kétségbeeséssel, visszahúzódással reagálnak.
Ez az irányzat különösen fogékony a melankolikus és elégikus kedélyállapotok iránt, s összefonódott a természet kultuszával is, hiszen sérülékeny és sérült lelkű hősei bánatukkal rendszerint a természet magányába menekülnek.
A szentimentalizmusra egyébként is jellemző vonás az elfordulás a társadalmi kötöttségeket jelentő várostól, az elvágyódás a társasági élettől a szabad természetbe, a csendes erdők, a fenséges hegyek világába, mely némaságával megőrzi a sebzett szívű ember titkait.